# Decreto legislativo 16 marzo 1999, n. 79
Il decreto legislativo 16 marzo 1999, n. 79, detto anche decreto Bersani dal nome del suo ispiratore, è un atto normativo della Repubblica Italiana di recepimento della direttiva comunitaria 96/92/CE del Parlamento e del Consiglio Europeo del 19 dicembre 1996.
Di fatto il provvedimento introdusse in Italia la liberalizzazione del settore elettrico. Tale decreto è noto agli operatori con il nome dell'allora ministro dell'industria che lo propose. Gli effetti di questo decreto furono quelli di aprire un mercato elettrico che fin dalla nazionalizzazione del 1962 era di fatto monopolistico (per es. con il solo operatore nazionale l'Enel che poteva produrre e vendere energia elettrica agli utenti) ad altri operatori che diventano così concorrenti.

## Principio ispiratore
Poiché di fatto il mercato (o filiera) elettrico nelle sue diverse componenti (generazione o produzione, trasmissione, dispacciamento, distribuzione e vendita di energia elettrica) era concentrato in un solo operatore integrato, l'ENEL che curava ogni fase del settore elettrico, il decreto ha disposto secondo opportune norme la separazione, societaria e proprietaria a seconda dei casi, di ciascuna di queste fasi. Ciascuna fase viene opportunamente regolamentata in modo da ottenere le migliori condizioni capaci di garantire l'effettiva realizzazione dell'apertura del mercato. Apertura che dovrebbe garantire l'ingresso di capitali privati e una concorrenza tra molteplici operatori con il fine ultimo di avere delle tariffe più basse rispetto ad una situazione di tipo monopolistica. Inoltre tale decreto istituisce particolari soggetti a carattere pubblico che hanno il compito di ottimizzare il funzionamento del mercato.
Il primo passo di tale processo si è avuto nell'obbligo per l'ex monopolista di costituire società separate per lo svolgimento delle seguenti attività:
- generazione o produzione di energia elettrica;
- distribuzione di energia elettrica e la vendita ai clienti vincolati;
- la vendita ai clienti idonei;
- l'esercizio dei diritti di proprietà della rete di trasmissione di energia elettrica;
- la dismissione delle centrali nucleari italiane.

## Generazione di energia elettrica
Relativamente alla generazione di energia elettrica il decreto ha agito secondo due punti:
- Ha imposto una soglia percentuale alla produzione di energia elettrica dell'ENEL pari al 50% dell'energia prodotta in Italia;
- Ha imposto all'ex operatore monopolista la vendita di una capacità di produzione ad altri soggetti in modo da creare altri operatori elettrici;

In aggiunta a questo è stato reso possibile l'ingresso nel mercato della generazione elettrica di altri operatori che di fatto potevano, seguendo un opportuno iter autorizzativo, realizzare le loro centrali elettriche per rendere così tale settore della filiera elettrica un settore concorrenziale o aperto a più operatori.
Il primo punto vuole di fatto realizzare lo "spazio" entro cui i nuovi operatori possono entrare nel settore, infatti il limite imposto all'ENEL garantisce a chiunque voglia operare nel settore che ci siano i margini per potersi riavere dell'investimento fatto riuscendo a vendere l'elettricità prodotta. Il secondo punto permette di realizzare il primo consentendo di fatto l'ingresso immediato di altri operatori nel nuovo mercato elettrico. Tale punto viene realizzato semplicemente tramite la creazione di tre società elettriche, denominate GenCo i.e. Generation Company, che hanno ciascuna un determinato numero di centrali elettriche fino a quel momento di proprietà dell'ENEL per una potenza complessiva di almeno 15 GW. Le tre società erano:
- GenCo 1 - Eurogen con una potenza totale degli impianti pari a 7,008 GW;
- GenCo 2 - Elettrogen con una potenza totale degli impianti pari a 5,438 GW;
- GenCo 3 - Interpower con una potenza totale degli impianti pari a 2,611 GW;

Queste tre società sono state messe in vendita secondo opportune modalità a partire dal 2000 garantendo la riduzione della capacità produttiva dell'operatore dominante e la nascita di operatori concorrenti.
La GenCo 1, Eurogen, è stata acquistata nel maggio 2002 da un gruppo di investitori che hanno conferito tale capacità produttiva alla società Edipower S.p.A. La GenCo 2, Elettrogen è andata nel settembre 2001 ad un consorzio formato dalla società spagnola Endesa e dalla municipalizzata di Brescia ASM Brescia e da altri azionisti minori. La GenCo 3, Interpower, è stata acquistata nel novembre 2002 da una società formata da Acea, la società belga Electrabel Suez S.A. e da altri investitori italiani che hanno quote di minoranza.
Occorre ricordare che all'apertura del mercato elettrico oltre all'ENEL e a soggetti investitori privati il mercato vide anche l'ingresso delle municipalizzate di alcune grandi città italiane come Milano, Roma e Torino che dotate di propria capacità di generazione poterono vendere la propria elettricità proprio come gli altri produttori.

## Trasmissione di Energia Elettrica e Dispacciamento
L'elettricità prodotta nelle centrali elettriche va portata fino ai centri dove viene utilizzata, per fare questo esiste la trasmissione di energia elettrica che viene realizzata in alta, media e bassa tensione. Le prime due fasi rientrano nella cosiddetta trasmissione di energia elettrica mentre la terza modalità rientra in una successiva fase della filiera elettrica denominata distribuzione. Il decreto ha sancito che la rete dovesse essere gestita in regime di monopolio, questo perché la replicabilità della rete da parte dei vari produttori elettrici sarebbe stata svantaggiosa economicamente, per questo ha disposto due azioni:
- Creazione di una società che fosse proprietaria della concessione delle infrastrutture della rete, prima appartenenti all'Enel;
- Creazione di un ente pubblico denominato Gestore della Rete di Trasmissione Nazionale (GRTN) che avesse la gestione operativa di tale rete;

Al tempo stesso l'esistenza di una società terza che gestisse la rete ad alta tensione garantiva tutti i produttori di energia elettrica di godere ciascuno degli stessi trattamenti riguardo all'accesso alla rete.
Il 31 maggio 1999 secondo il decreto viene attuata una divisione societaria della rete di trasmissione nazionale posseduta dall'ENEL e nasce così una nuova società denominata Terna che gestisce esclusivamente tale tipo di infrastruttura. All'inizio l'ex monopolista controlla ancora la proprietà della rete dato che possiede la totalità delle azioni di questa nuova società, mentre la gestione operativa è affidata al GRTN che ha invece controllo pubblico. Terna diventerà pienamente indipendente a seguito della quotazione alla Borsa di Milano il 23 giugno 2004 del 50% del pacchetto azionario di Terna e con la successiva vendita da parte di ENEL di un'ulteriore 13,86% del capitale azionario in suo possesso di Terna ad investitori istituzionali. La piena indipendenza di Terna dall'ENEL ha fatto scomparire l'esigenza di una gestione terza della rete e di fatto le competenze del GRTN relative alla rete sono state riassorbite da Terna che di fatto è diventata concessionaria e gestore della rete. Dopo tale trasformazione, avvenuta nel 2005, il GRTN ha mutato il proprio compito diventando così Gestore Servizi Elettrici, GSE.
Assieme alla gestione della Trasmissione di Energia Elettrica a Terna viene affidata anche la funzione di Dispacciamento, ovvero la gestione in tempo reale dei flussi di energia sulla rete elettrica in modo da garantire nell'unità di tempo che si verifichi l'uguaglianza tra energia immessa in rete ed energia consumata, condizione irrinunciabile per il corretto funzionamento del sistema elettrico.
Dato che tale business viene gestito attraverso un monopolio le tariffe che Terna impone per erogare il suo servizio sono determinate da norme emesse dallAutorità per l'Energia Elettrica e il Gas, AEEG.

## Distribuzione di energia elettrica
La fase della distribuzione consiste nel trasporto e nella consegna (volendo usare un'analogia con beni materiali) dell'energia elettrica agli utenti a basse e medie tensioni. Il decreto ha conferito a tale fase la caratteristica di monopolio locale, i.e. relativamente ad un ambito geografico definito dal territorio di un comune esiste un solo distributore di energia elettrica che si occupa di svolgere tale servizio. In teoria qualsiasi società che ne possegga i requisiti potrebbe prendere tale servizio in concessione. Le tariffe di distribuzione sono determinate per legge. All'ENEL, alle municipalizzate e a tutte quelle società che oltre ad altri settori della filiera elettrica operano in questo settore è stato imposto di realizzare una divisione di tali proprie attività (unbundling societario) e conferirle ad un'apposita società (e.g. Enel Distribuzione).

## Vendita di energia elettrica
Il decreto ha aperto questo settore della filiera elettrica in modo graduale utilizzando come discriminante il consumo annuale di energia elettrica dei vari utenti. I clienti che consumavano (essenzialmente grosse utenze industriali come ad esempio acciaierie o cementifici) di più sono stati i primi a poter scegliere da chi acquistare energia elettrica poi via via si è progressivamente allargata il mercato a clienti che via consumavano di meno. La prima soglia è stata quantificata in 3,42 MW (30 GWh/y), che dal 1º gennaio 2000 è stata ridotta a 2,28 MW (20 GWh/y) per arrivare a soli 1,03 MW (9 GWh/y) a partire dal 1º gennaio 2002. Dal 1º luglio 2004 tale fascia si è ulteriormente allargata permettendo a tutti i possessori di IVA di poter accedere al libero mercato. L'ultima barriera alla liberalizzazione è caduta il 1º luglio 2007 quando anche per le utenze domestiche è stato possibile acquistare energia elettrica sul libero mercato.
Nel tempo intercorso tra il 1º gennaio 2000 e il 1º luglio 2007 gli utenti di energia elettrica in Italia sono stati divisi in due grossi gruppi, che cambiavano di consistenza con il procedere delle liberalizzazioni: i clienti idonei, quelli che cioè potevano acquistare energia elettrica sul libero mercato e i clienti vincolati che invece si trovano nella stessa condizione precedente alla liberalizzazione. Tuttavia non essendoci più un monopolista è stato necessario istituire una figura, più precisamente un ente a controllo pubblico che si occupasse di fornire elettricità ai clienti vincolati acquistandola dalla pluralità di operatori che la producevano, tale figura si chiama Acquirente Unico.
Il Decreto ha permesso che la vendita di energia elettrica si realizzi attraverso due modalità:
- Contratti bilaterali, realizzati direttamente tra il venditore e il compratore;
- Contrattazione nella Borsa Elettrica, realizzati tra il venditore e il compratore attraverso una piattaforma telematica;

I venditori sono o società elettriche che producono l'energia che vendono o società di trading che pur non avendo capacità di generazione rivendono energia che comprano da altri operatori o che importano dall'estero. I compratori sono tutti quelli che possono accedere al libero mercato.

## Certificati Verdi
Al fine di favorire l'utilizzo di fonti rinnovabili nella generazione elettrica il Decreto introduce l'obbligo per produttori e importatori di energia elettrica da fonti non rinnovabili di immettere ogni anno in rete una percentuale di tale energia pari al 2% dell'energia prodotta o importata nell'anno precedente per la parte eccedente i 360 TJ. Tale valore percentuale ha subito un incremento annuale pari allo 0,35% dal 2004 al 2006 e dello 0,75% annuo dal 2007 al 2012. In questo modo quei produttori e importatori di energia elettrica che non abbiano venduto la percentuale imposta di energia proveniente da fonti rinnovabili saranno obbligati a soddisfare questo obbligo comprando i certificati verdi che vengono riconosciuti dal GSE ai produttori di energia elettrica da fonti rinnovabili.
Il decreto definisce specificatamente come fonti energetiche rinnovabili:
- il sole,
- il vento,
- le risorse idriche,
- le risorse geotermiche,
- le maree,
- il moto ondoso,
- la trasformazione in energia elettrica dei prodotti vegetali o dei rifiuti organici e inorganici.

Lo "status" di impianto che produce da fonte rinnovabile viene riconosciuto tramite opportuna certificazione rilasciata dal GSE.
Il numero di certificati verdi che un produttore riceve dipende dalla quantità di energia elettrica prodotta nel corso di un anno di attività, infatti ogni certificato corrisponde ad una precisa quantità di energia immessa in rete e dunque prodotta e consumata. Non c'è discriminazione tra energia prodotta da una fonte rinnovabile piuttosto che da un'altra (es. sole e vento).
Il decreto attuativo per le fonti rinnovabili è il decreto 11 novembre 1999.